# Бета Южной Короны
Бета Южной Короны (Beta CrA, β Coronae Australis, β CrA) — звезда в созвездии Южной Короны.
Видимая звёздная величина 4.117 (видна невооружённым глазом). Эта звезда имеет спектральный класс K, оранжевый яркий гигант.
Находится на расстоянии 155,7 парсек от Солнца.